# دانيال ويبستر جونز
دانيال ويبستر جونز هو محامي وسياسي أمريكي، ولد في 15 ديسمبر 1839 في مقاطعة باوي في الولايات المتحدة، وتوفي في 25 ديسمبر 1918 في ليتل روك في الولايات المتحدة بسبب ذات الرئة. نشط حزبياً في الحزب الديمقراطي. وقد انتخب عضو مجلس نواب أركنساس ‏ وانتخب حاكم أركنساس ‏ (18 يناير 1897 – 18 يناير 1901).